# Геометрическая фигура

Фигуры на плоскости.

Фигу́ра (лат. figura — внешний вид, образ) (англ. shape) — геометрический термин, формально применимый к произвольному множеству точек. Обычно это конечное число точек, линий или поверхностей, в том числе и в единственном числе: точка, линия или поверхность.

## Общие определения
Фигу́ра — любое множество точек. Точка — элемент пространства. Пространство — пара множеств:
- множество {\displaystyle M} произвольных элементов;
- некоторая группа {\displaystyle G} преобразований множества {\displaystyle M}.

### Эквивалентные фигуры. Геометрия группы
Фигура {\displaystyle A} эквивалентна, или равна, фигуре {\displaystyle B}, если в группе {\displaystyle G} имеется преобразование, переводящее {\displaystyle A} в {\displaystyle B}. Группа преобразований необходима для того, чтобы выполнялись симметричность и транзитивность свойства эквивалентности фигур, без чего понятие эквивалентности не имеет смысла. Другими словами, использование группы преобразований делает истинными следующие два утверждения:
- если фигура {\displaystyle A} эквивалентна фигуре {\displaystyle B}, то тогда и {\displaystyle B} эквивалентна {\displaystyle A}, другими словами, {\displaystyle A} и {\displaystyle B} эквивалентны;

Пусть фигура {\displaystyle A} эквивалентна фигуре {\displaystyle B}, тогда существует преобразование {\displaystyle g} группы {\displaystyle G}, переводящее {\displaystyle A} в {\displaystyle B}. Поскольку {\displaystyle G} — группа, в {\displaystyle G} существует обратное преобразование {\displaystyle g^{-1}}, переводящее {\displaystyle B} в {\displaystyle A}, то есть {\displaystyle B} эквивалентна {\displaystyle A}.
- если две фигуры {\displaystyle A} и {\displaystyle B} эквивалентны третьей {\displaystyle C}, то тогда {\displaystyle A} и {\displaystyle B} эквивалентны.

Пусть фигура {\displaystyle A} эквивалентна фигуре {\displaystyle C}, тогда существует преобразование {\displaystyle g} группы {\displaystyle G}, переводящее {\displaystyle A} в {\displaystyle C}. И пусть фигура {\displaystyle B} эквивалентна фигуре {\displaystyle C}, тогда существует преобразование {\displaystyle h} группы {\displaystyle G}, переводящее {\displaystyle B} в {\displaystyle C}. Поскольку {\displaystyle G} — группа, в {\displaystyle G} существует обратное преобразование {\displaystyle h^{-1}}, переводящее {\displaystyle C} в {\displaystyle B}. И поскольку {\displaystyle G} — группа, в {\displaystyle G} существует преобразование {\displaystyle h^{-1}g}, которое есть последовательное выполнение {\displaystyle g} и {\displaystyle h^{-1}}, переводящее {\displaystyle A} в {\displaystyle B}, то есть {\displaystyle A} и {\displaystyle B} эквивалентны.
Свойства и арифметические характеристики фигур пространства {\displaystyle M} называются, согласно автору Эрлангенской программы Феликсу Клейну, геометрическими, если они не изменяются при любых преобразованиях группы {\displaystyle G}, другими словами, если они одинаковы для эквивалентных фигур. Геометрией группы {\displaystyle G} называется система утверждений о геометрических свойствах и арифметических характеристиках фигур.

### Группы автоморфизмов
Автоморфным преобразованием, или автоморфизмом, относительно некоторой фигуры {\displaystyle U} произвольного пространства {\displaystyle M} с какой-нибудь группой преобразований {\displaystyle G} называется такое преобразование группы {\displaystyle G}, которое переводит в самоё себя (то есть отображает на себя) эту фигуру {\displaystyle U}. Автоморфизм перемещает любую точку фигуры {\displaystyle U} снова в некоторую точку этой фигуры, в частности, в ту же самую точку.
Особенности группы преобразований делает истинными следующее утверждение:
- множество всех автоморфизмов данной группы {\displaystyle G} относительно любой фигуры {\displaystyle U} есть группа — подгруппа группы {\displaystyle G}.

1. Пусть имеются два любых автоморфизма, то есть любые два преобразования группы {\displaystyle G}, отображающие некоторую фигуру {\displaystyle U} на себя. Тогда, поскольку {\displaystyle G} — группа, их последовательное выполнение есть снова преобразование {\displaystyle G}, отображающее {\displaystyle U} на себя. Таким образом, последовательное выполнение двух автоморфизмов есть снова автоморфизм.
2. Пусть имеется любой автоморфизм, то есть любое преобразования группы {\displaystyle G}, отображающее некоторую фигуру {\displaystyle U} на себя. Тогда, поскольку {\displaystyle G} — группа, обратное преобразование есть снова преобразование {\displaystyle G}, причём отображающее {\displaystyle U} на себя. Таким образом, преобразование, обратное автоморфизму, есть снова автоморфизм.
Так как {\displaystyle G} — группа преобразований, этих двух свойств автоморфизмов достаточно для того, чтобы множество всех автоморфизмов данной группы {\displaystyle G} относительно любой фигуры {\displaystyle U} было группой — подгруппой группы {\displaystyle G}.

## Фигуры на плоскости
Обычно фигурой на плоскости называют замкнутые множества, которые ограничены конечным числом линий. При этом допускаются вырождения, например: угол, луч и точка считаются геометрическими фигурами.
Если все точки фигуры лежат в некоторой плоскости — она называется плоской и она может быть задана уравнением {\displaystyle g(x,y)=0}.
Порядок (степень) фигуры — это порядок (степень) уравнения, которым она задана.

## Фигуры в (трёхмерном) пространстве
Если Φ — фигура, состоящая из всех точек (трёхмерного) пространства, удовлетворяющих уравнению {\displaystyle f(x,y,z)=0}, то данное уравнение — уравнение фигуры, оно задаёт фигуру Φ.